# Forcipomyia aeschnosuga
Forcipomyia aeschnosuga är en tvåvingeart som först beskrevs av Johannes Cornelis Hendrik de Meijere 1927.  Forcipomyia aeschnosuga ingår i släktet Forcipomyia och familjen svidknott. Inga underarter finns listade i Catalogue of Life.